# مركز الملك سلمان للحرب الجبلية
مركز الملك سلمان للحرب الجبلية، يعد المركز من المراكز المتميزة في التدريب على الحروب الجبلية المختلفة، وتم اختيار جبل شمرخ الواقع شمال منطقة الباحة نظرا لأنه من أصعب المناطق الوعرة على مستوى المملكة،

## الموقع
يقع المركز في جبل شمرخ الذي يتميز بمختلف التضاريس الصعبة والمختلفة التي قد يواجهها ابطال القوات المسلحة في أي وقت من الاوقات، خصوصا ان التضاريس في العديد من مناطق المملكة، هي جبلية ومعقدة، مما يتطلب من رجال القوات المسلحة التدريب على مثل هذه المواقع لمواجهة أي طارئ.

### جبل شمرخ
يقع «جبل شمرخ» بشمال شرق وادي قرية سبيحة بالحجاز بمنطقة الباحة، وتحديدا «زهران» ويأتي اسم شمرخ وفقا لقواميس اللغة على انه رأس الجبل، واعالي السحاب، وغصن عليه بلح اوعنب، وغصن دقيق ينبت في اعلى الغصن الغليظ.. ويتميز جبل شمر خ بارتفاعه الشاهق والكبير، وقامت الحكومة السعودية منذ أكثر من 50 عاما بتطويع هذا الجبل الشاهق من اجل خدمة التنمية في المنطقة الجنوبية، عندما تم افتتاح طريق شمرخ الشهير والمعروف للجميع.

## تدريبات مشتركة
استضاف شمرخ هذا المكان العديد من التدريب المشترك مع القوات الفرنسية والباكستانية، فتدريب «الريك1» اقيم في هذه المدرسة بين القوات السعودية والفرنسية في عام 2013، لينتقل التمرين بعد ذلك من جبل»شمرخ» الشهير إلى «جبال الألب» في فرنسا بين القوتين في عام 2014، حيث يأتي تبادل المواقع من أجل الانسجام مع مختلف الظروف والأجواء المختلفة وزيادة الخبرات والتدريبات المكثفة.

### الصمصام
تمارين الصمصام فقد بدأت قبل عشر سنوات بين القوات السعودية والقوات الفرنسية، حيث بدأ أول التمرينات وهو الصمصام واحد في السعودية وتوالت التدريبات لهذا البرنامج حتى الصمصام 5 المقام حاليا في جبل «شمرخ» الشهير.. ولم يكن اختيار مسمى «الصمصام» صدفة عابرة، فقد تم التركيز في الاسم على المعني الذي يشير اليه المسمى، حيث القواميس العربية تؤكد ان مسمى»الصمصام» يعني السيف الصلب القاطع، وايضا السيف الصارم الذي لاينثني.
وكانت فعاليات التمرين المشترك «الصمصام 5» بين القوات البرية الملكية السعودية ووحدات من القوات الخاصة بالجيش الباكستاني، انطلقت امس الأول، حيث اوضح العميد ركن شائح بن عبد الله القرني أن التمرين امتداد لسلسلة من التمارين المشتركة بين القوات البرية الملكية السعودية ومجموعة من قوات الدول الشقيقة والصديقة ومن ضمنها جمهورية باكستان الإسلامية، وتأتي ضمن الخطط التدريبية المعدة لتطوير ورفع مستوى الكفاءة لدى القوات العسكرية، مؤكدًا اكتمال جاهزية واستعداد جميع القوات المشاركة لخوض غمار هذا التمرين، حيث وضعت جميع الخطط الإستراتيجية والميدانية لمراحل تنفيذه لضمان أقصى درجات النجاح.